# والی باتیست
والی باتیست (انگلیسی: Wally Battiste؛ 11 june 1892 – 25 December 1965) بازیکن فوتبال اهل بریتانیا بود.
از باشگاه‌هایی که در آن بازی کرده‌است می‌توان به باشگاه فوتبال گیلینگام، باشگاه فوتبال سیتینگبورو، باشگاه فوتبال میلوال، باشگاه فوتبال گریمزبی تاون، و باشگاه فوتبال وورکساپ تاون اشاره کرد.